# Samba-canção

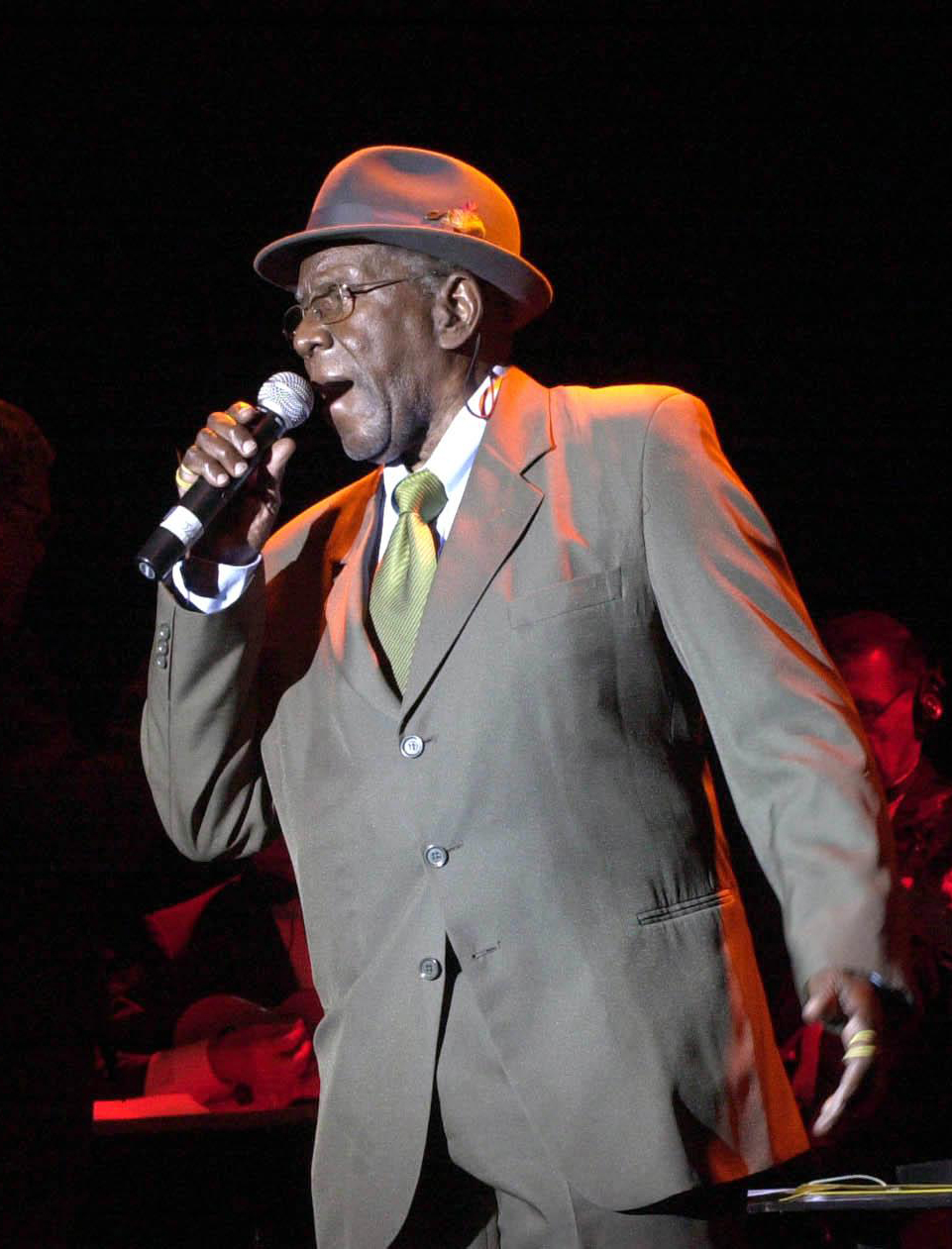
Jamelão en 2004.

La samba-canção (litt. samba-chanson) est un sous-genre musical de la samba, qui a émergé à la fin des années 1920, en pleine modernisation de la samba urbaine à Rio de Janeiro lorsqu'elle a commencé son processus d'éloignement du maxixe.
Aussi appelée samba de meio de ano (« samba de mi-année », c'est-à-dire sambas réalisées en dehors de la saison du Carnaval au Brésil), en termes généraux, la samba-canção réalise une réinterprétation plus élaborée de la mélodie — en la soulignant — et a un tempo modéré (le plus lent de la samba urbaine moderne), centré sur les thèmes de l'amour, de la solitude et de ce qu'on appelle la dor-de-cotovelo (litt. « douleur au coude »),. La samba-canção s'est développée à partir de musiciens professionnels qui ont joué dans des revues de Rio. Linda Flor (Ai, Ioiô), du compositeur Henrique Vogeler et des paroliers Marques Porto et Luiz Peixoto, est considérée comme le monument inaugural de ce style de samba.
Pratiquée par des auteurs très diversifiés, la samba-canção connaît son apogée dans les années 1940 et 1950. Parmi les interprètes qui se sont démarqués dans ce style figurent Jamelão et Elizeth Cardoso, qui ont enregistré des chansons de Lupicínio Rodrigues, Maysa, Ângela Maria, entre autres. D'autres grands compositeurs de samba ont écrit de la samba-canção, comme Noel Rosa (Pra que mentir), Cartola (As rosas não falam), Nelson Cavaquinho (A flor e o espinho, avec Guilherme de Brito), Ataulfo Alves (Boêmios).
L'environnement des années 1950 a stimulé l'expansion de ce genre sur le marché national, mais avec des transformations au sein du style — ce qui a conduit certains chercheurs à marquer une différenciation par rapport à la samba-canção classique, exprimée dans les termes (qui peuvent ou non être considérés comme sous-genres, selon chaque auteur) sambalada et sambolero dans les années 1950,. Les mélodies étaient marquées par des influences de genres musicaux étrangers, comme la ballade américaine et le boléro cubain, particulièrement soulignés par les orchestres. Concernant les paroles, une interprétation pessimiste de propositions liées à la philosophie existentialiste (qui traduisent un fort désenchantement envers le monde). Ce contenu mélancolique incorporera plus tard le mot fossa « cloaque » pour le sous-genre.
Avec l'émergence de la bossa nova à la fin des années 1950, la samba-canção perd du terrain au sein de la musique brésilienne, mais maintient une vaste et riche collection d'œuvres dans un processus permanent de réenregistrements.

## Histoire

### Origines

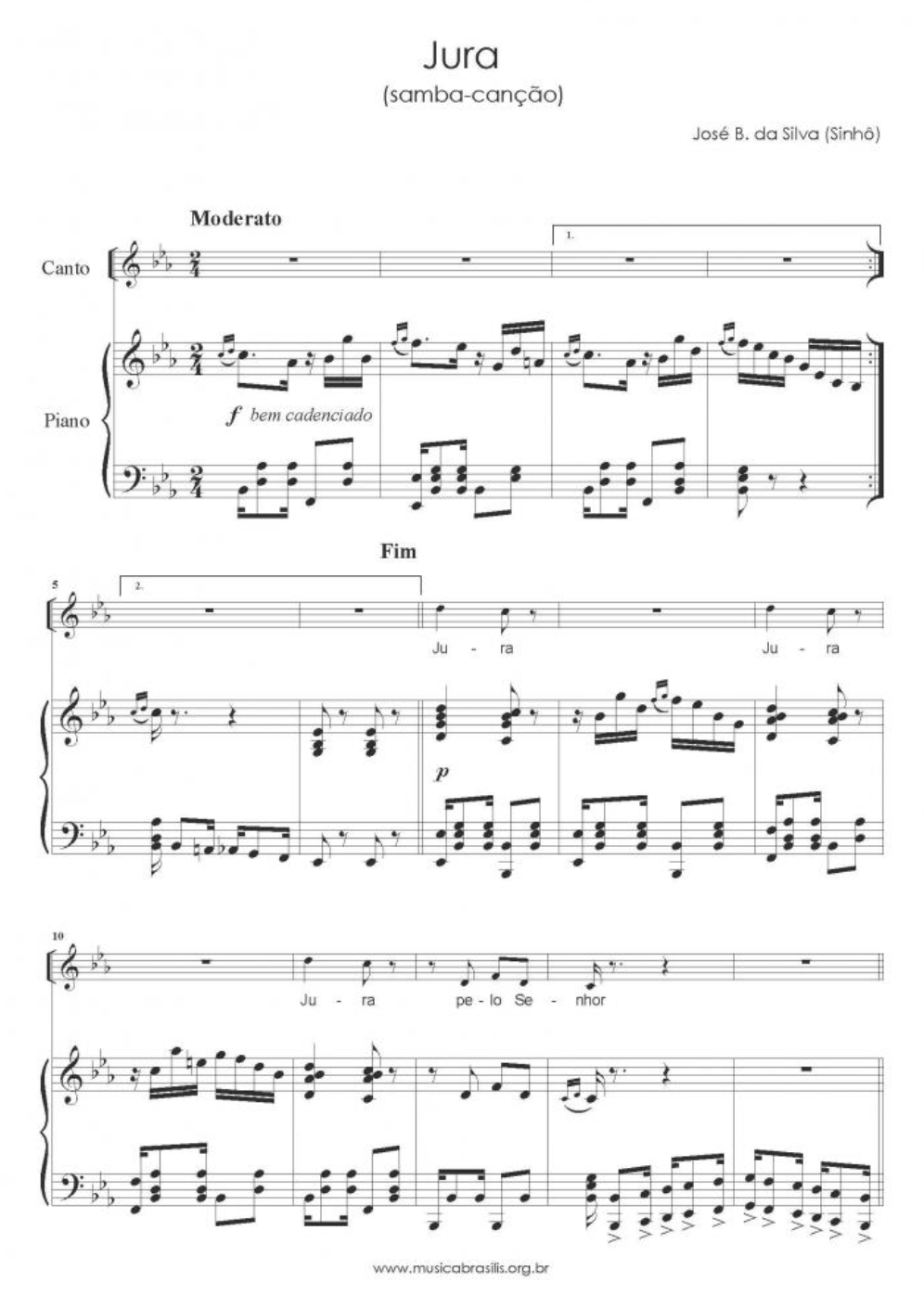
Partitions de Jura, de Sinhô (1928).

Comme son nom l'indique, la samba-canção indique une approximation de la samba avec la chanson, successeur de la modinha comme modèle de base de la musique romantique tout au long des années 1920 et 1930. Cependant, avant de s'imposer comme un sous-genre musical au sein de la samba urbaine moderne de Rio de Janeiro (et aux côtés de la samba du Carnaval), le terme samba-canção désigne plusieurs chansons qui s'inscriraient dans les soi-disant « sambas de mi-année », mais il ne s'agissait pas réellement de sambas-cançãos comme on l'entendrait à partir des années 1930. Par exemple, la samba-maxixe Jura, de Sinhô, interprétée par Araci Côrtes, sort en 1929 en étant désigné par erreur comme une samba-canção. Selon José Ramos Tinhorão (pt), la samba-canção est le résultat d'expériences initiées par des compositeurs semi-érudits tels que Henrique Vogeler, Hekel Tavares (pt) et Joubert de Carvalho (pt), mais elle passera progressivement au domaine des compositeurs issus des couches inférieures de la population, dont beaucoup ignoraient la musique formelle.
La première chanson connue à avoir du succès en tant que samba-canção est Linda Flor (Ai Ioiô). La composition de la musique est réalisée par le maestro Henrique Vogeler, directeur artistique du label Brunswick, et la paternité des paroles appartient au duo de correcteurs Luiz Peixoto et Marques Porto. Les deux premières versions ont été enregistrées respectivement par Vicente Celestino et Francisco Alves. Comme l'exige Araci Côrtes, une nouvelle version des paroles fut réécrite et obtint un grand succès.

### Gain de popularité dans les années 1930
Les années 1930 sont la période au cours de laquelle la samba-canção se développe en tant que style musical, avec la production massive de ces sambas basée sur les changements du batucado et du tempo simple de la samba urbaine de Rio de Janeiro et la conservation de la structure musicale originale. Ce développement est soutenu dans un contexte de formation de programmes d'auditorium sur les radios, en même temps qu'il s'agit de répondre aux consommateurs de disques pendant la période qui s'étend du Carême au mois de septembre, lorsque l'intérêt pour la musique carnavalesque décroît.
Dans un scénario de formation du marché phonographique brésilien naissant, les maisons de disque commencent à faire appel aux services de musiciens professionnels. Leur performance en tant que directeurs artistiques marquera la manière orchestrée dont sortiront les sambas qui leur sont livrées. Ces professionnels sont les pionniers dans la tentative d'adapter le rythme de la samba, avec la modification de son tempo, afin d'obtenir une forme de composition « plus raffinée », c'est-à-dire un style de samba « qui permettrait une plus grande richesse orchestrale et un touche de romantisme capable de servir les paroles au fond nostalgique et sentimental, caractéristique de la musique bourgeoise brésilienne, depuis l'époque de la modinha impériale ». Ainsi, les premières sambas-canções semblaient satisfaire le goût de milliers de cariocas qui fréquentaient les places fortes de la classe moyenne, comme les théâtres de São José, Fênix, Cassino Beira-Mar et Recreio, où des chanteurs comme Araci Côrtes, Francisco Alves et Vicente Celestino.

Orlando Silva en 1959.

Le plus grand interprète de sambas-canções de cette période est Orlando Silva. D'origine modeste (il travaille comme conducteur de bus), il est emmené à la radio par Francisco Alves et devient un grand chanteur non seulement dans les sambas-canções, mais aussi dans tous les genres musicaux populaires de l'époque, comme la valse et le choro. Sa grande capacité d'improvisation vocale a été louée par des noms comme le chanteur italien Carlo Buti. Il convient également de rappeler des artistes tels que Vicente Celestino, Silvio Caldas et Augusto Calheiros (pt). De cette période, des sambas-canções telles que Último Destino (paroles de Noel Rosa), Menos eu (de Roberto Martins et Jorge Faraj), Amigo leal (de Benedito Lacerda (pt) et Aldo Cabral) et Eu sinto uma vontade de chorar (par Dunga).

### Boom dans les années 1940 et 1950
Après une période de grand succès sur les radios dans les années 1930, les marchinhas et les sambas de carnaval ont commencé à perdre leur hégémonie, à partir des années 1940, au profit de thèmes au contenu passionné et étranger comme la ballade, le boléro, la guarania et le tango, et surtout la samba-canção, qui a été grandement influencée à l'époque par ces genres. L'industrie phonographique, notamment à Rio de Janeiro et à São Paulo, est en expansion et tente de se développer encore davantage sur le marché national. Le public acheteur de disques au Brésil est principalement composé de la classe moyenne urbaine, de plus en plus influencée par les coutumes du mode de vie américain. Dans ce contexte, l'industrie phonographique brésilienne stimule une nouvelle forme commerciale pour la samba-canção, adaptée aux influences musicales venues de l'étranger et largement diffusée sur les radios brésiliennes de l'époque.
Sortie entre juillet et août 1946 avec la voix de Dick Farney, Copacabana (paroles de João de Barro et Alberto Ribeiro (pt)) est considéré par l'universitaire Ary Vasconcelos comme le point de repère de cette nouvelle phase de la samba-canção avec « Dick Farney chantant dans Portugais avec l'intonation des chanteurs américains (Crosby, Sinatra) ». Le quartier de Copacabana est d'ailleurs devenu l'un des principaux bastions de cette nouvelle samba-canção, en raison de sa vie nocturne intense de clubs et de cabarets.

Lupicínio Rodrigues et Martinho da Vila en 1972.

La samba-canção devient une musique « dor-de-cotovelo » (« douloureuse du coude »), celle des excès sentimentaux. Les mélodies se développent « dans des contours sauvages, tandis que l'accompagnement affichait des solutions orchestrales dramatiques ». À cette époque émergent de grands maîtres du style, comme Lupicínio Rodrigues (Vingança, Nervos de Aço, Ela disse-me assim, Nunca, Loucura, Sozinha), Antônio Maria (pt) (Ninguém me ama, Se eu morresse amanhã de manhã, Quando tu passas por mim - ce dernier composé avec Vinicius de Moraes), Herivelto Martins et Dolores Duran. En plus de ces compositeurs, d'autres comme Alberto Ribeiro (pt), Alcir Pies Vermelho, Benny Wolkoff, Luís Bittencourt, Jair Amorim (pt), João de Barro, José Maria de Abreu, Marino Pinto (pt) et Mario Rossi et Oscar Belandi ont commencé à produire des sambas basées sur des « orchestres américanisés », dans lesquels Dick Farney « est entré avec son murmure sur des accords de piano jazzy ». C'est le cas de tubes tels que Barqueiro do São Francisco (paroles d'Alberto Ribeiro et Alcir Pires Vermelho), Aquelas Palavras (de Benny Wolkonoff et Luís Bittencourt), Ser ou não ser (de José Maria de Abreu et Alberto Ribeiro), Um cantinho e você et Ponto final (tous deux de José Maria de Abreu et Jair Amorim), Olhos Tentadores (d'Oscar Belandi et Chico Silva), Reverso (de Marino Pinto et Gilberto Milfont), Se o tempo entendesse (de Marino Pinto et Mario Rossi), O direito de amar (de Lúcio Alves), A volta do boêmio (d'Adelino Moreira (pt)). Deux autres Tom Jobim ont réalisé leurs premières compositions à travers la samba-canção, comme Incerteza, Faz uma semana et Pensando em você. Même des noms renommés dans d'autres styles, comme Ary Barroso (avec Risque), Lamartine Babo (avec Serra da Boa Esperança) et Dorival Caymmi (comme Sábado em Copacabana) se sont aventurés dans les chansons de samba au cours de cette période.

Wilson Batista, Nelson Gonçalves, César Ladeira et Jorge de Castro.

Les plus notables interprètes de cette époque sont Nelson Gonçalves, Jamelão, Dircinha Batista, Linda Batista (pt), Elizeth Cardoso, Doris Monteiro, Dalva de Oliveira, Nora Ney, Maysa, Tito Madi et Dolores Duran. Une nouvelle génération de chefs d'orchestre a également émergé, comme Radamés Gnatalli, Custódio Mesquita (pt), Garoto, Zé Menezes, Valzinho, Fernando Lobo (pt). Ils ont créé des arrangements bien différents de ceux qui avaient créé la samba-canção 20 ans plus tôt. Les critiques de ces influences étrangères au sein de la musique brésilienne ont même créé des désignations péjoratives pour les sambas-canções, appelées sambaladas ou samboleros.

### Déclin dans les années 1960
La samba-canção perd du terrain à la fin des années 1950 avec la redéfinition esthétique de la samba provoquée par la bossa nova. Même si elle ne disparaît pas, son déclin se manifeste à partir des années 1960, avec la diminution de l’importance de la radio comme véhicule de masse, elle qui a beaucoup facilité la diffusion de la samba-canção. Cependant, des chanteurs comme Cauby Peixoto et Nelson Gonçalves contribuent à maintenir le style samba-canção vivant dans l'écriture de chansons brésiliennes. D'autres encore, comme Altemar Dutra (pt), Anísio Silva (pt) et Orlando Dias (pt), ont suivi une tendance qui allait devenir courante, celle d'exacerber la sentimentalité dans les interprétations, de telle manière qu'elles ont commencé à être associées à un type de musique romantique très populaire, appelé péjorativement « cafona » (« ringard »), l'embryon de ce que l'on appellera plus tard la musique ringarde.